# Кондаков, Вадим Владимирович
Вадим Кондаков — российский журналист и режиссёр. Работал на радиостанции «Эхо Москвы», телеканалах ТВС и РЕН-ТВ, в программе «Неделя с М.Максимовской». Автор документальных фильмов. Член Академии российского телевидения. Автор цикла «Неизвестная Россия».

## Биография
Родился в Грузии (Тбилиси). Отец — военный журналист. Во время обучения в школе семья на три года переехала в Венгрию. Позже Вадим переехал в Москву, где продолжил обучение в обычной столичной школе. По окончании 11-ти классов работал оператором в фотолаборатории «Кодак». С августа 1997 года по 2002 год работал корреспондентом на радио «Эхо Москвы».